# Plestan
Plestan ist eine französische Gemeinde mit 1.637 Einwohnern (Stand: 1. Januar 2022) im Département Côtes-d’Armor in der Bretagne. Sie gehört zum Arrondissement Saint-Brieuc und zum Kanton Plénée-Jugon. Die Einwohner werden Plestanais und Plestanaises genannt.

## Geografie
Plestan liegt etwa 25 Kilometer ostsüdöstlich von Saint-Brieuc. Umgeben wird Plestan von den Nachbargemeinden Noyal im Norden, Saint-Rieul im Nordosten, Plédéliac im Nordosten und Osten, Jugon-les-Lacs im Osten, Tramain im Südosten, Plénée-Jugon im Süden, La Malhoure im Südwesten und Westen sowie Lamballe-Armor im Westen und Nordwesten.
Der Bahnhof der Gemeinde befindet sich an der Bahnstrecke Paris–Brest. Durch die Gemeinde führt die Route nationale 12.

## Bevölkerungsentwicklung
| Jahr          | 1962 | 1968 | 1975 | 1982 | 1990 | 1999 | 2006 | 2013 | 2019 |
| Einwohner     | 1380 | 1317 | 1233 | 1245 | 1306 | 1396 | 1508 | 1537 | 1617 |
| Quelle: INSEE |      |      |      |      |      |      |      |      |      |

## Sehenswürdigkeiten
- Kirche Saint-Pierre aus dem 18. Jahrhundert mit Wiederverwendung des Westportals aus dem 16. Jahrhundert
- Friedhofskreuz aus dem 15. Jahrhundert, seit 1964 als Monument historique eingeschrieben
- Schloss Le Val aus dem 17. Jahrhundert
- Herrenhaus Le Grand Gardisseul, gegen 1500 erbaut
- Schloss La Moussaye aus dem frühen 20. Jahrhundert
- Herrenhaus Les Salles aus dem frühen 17. Jahrhundert
- Herrenhaus La Chèze aus dem 16. Jahrhundert
- Herrenhaus Le Créhu aus dem 17. Jahrhundert
- Herrenhaus La Touche aux Provost mit Ursprüngen aus dem 16. Jahrhundert

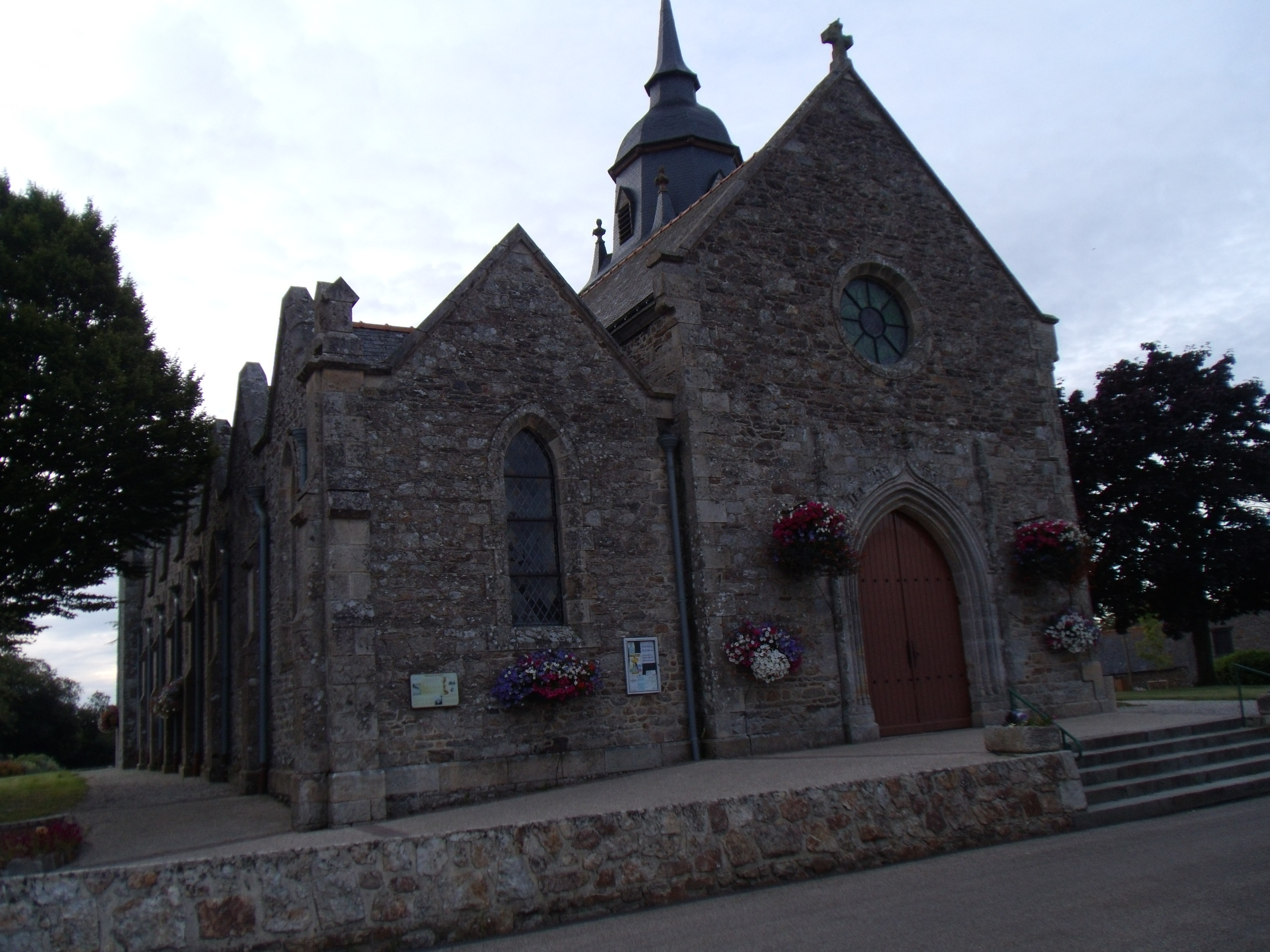
Kirche Saint-Pierre
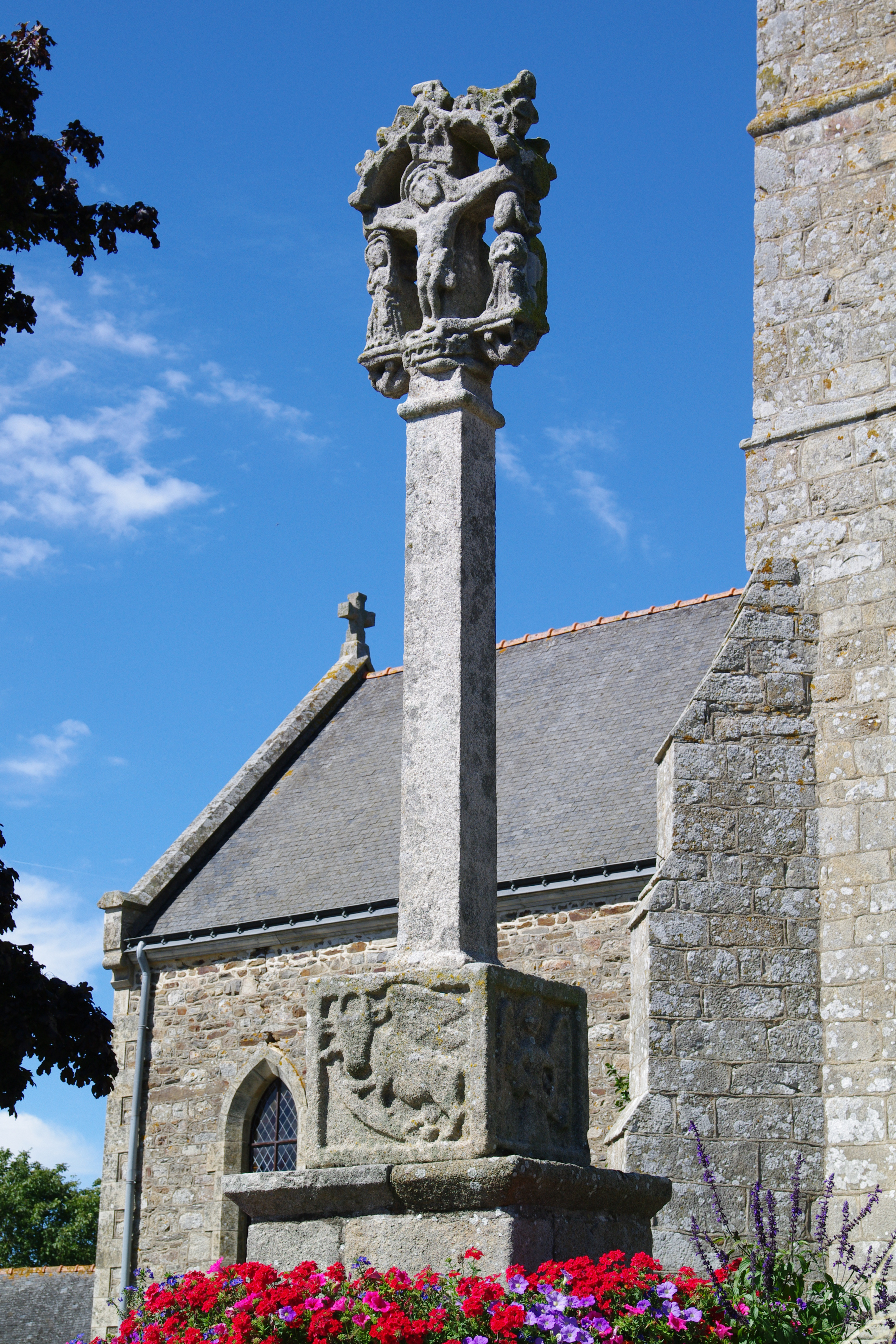
Friedhofskreuz
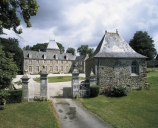
Schloss Le Val
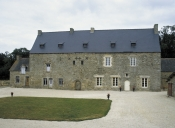
Herrenhaus Le Grand Gardisseul
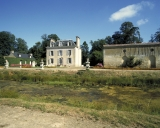
Schloss La Moussaye

## Gemeindepartnerschaft
Mit der nigrischen Gemeinde Ingall besteht eine Partnerschaft.